# Bisbat de Langres

les armes del bisbe de Langres

El bisbat de Langres és una jurisdicció eclesiàstica de França amb centre tradicional a Langres però modernament a Chaumont. Es va fundar vers el segle ii i amb l'antic règim era un dels bisbats més grans i prestigiosos de França. Els bisbes eren ducs i pars i participaven en la cerimònia de consagració dels reis, en la qual portaven el ceptre. La seva jurisdicció s'estenia pels moderns departaments d'Haute-Marne, Vosges, la Côte-d'Or i part del Meuse (Mosa) i del Meurthe-et-Moselle. Foren nomenats pars per Lluis VII de França i ducs per Felip August. El 1731 va perdre unes 130 parròquies i 7 abadies quan es va crear el bisbat de Dijon. Després de la revolució el bisbat fou concretat al departament de l'Haute-Marne, però suprimit el 1802 no fou restaurat fins a 1823. El nom del bisbat resta Langres, però la seu és a Chaumont. Set bisbes foren sants i tres cardenals.

## Llista dels bisbes de Langres
- Vers 200 Senador, canonitzat
- Vers 240 Just
- Vers 264 Desideri); sant.[1][2]

Vacant de 20 anys
- 284/301		Martí
- 301/327		Honori
- 327/375		Urbà, canonitzat (personatge diferent de sant Urbà papa)
- 375/422		Paulí I
- 422/448		Fratern I
- 448/455		Fratern II
- 456/484		Apruncul, canonitzat.
- 485/490		Armentari
- 490/493		Venanci
- 493/498		Paulí II o Pau
- 498/501		Pacient
- 501/506		Albisó
- 506/539		Gregori, canonitzat, elegit bisbe en quedar vidu als 57 anys.
- 539/572		Tètric, fill de l'anterior. Canonitzat
- 572/583		Papul
- 583/595		Múmmol el Bo
- 595/618		Miget
- 618/628		Modoald
- 628/650		Bertoald
- 650/660		Sigoald
- 660/670		Wulfrand
- 670/680		Godí
- 680/682		Adoí
- 682/690		Garibald
- 690/713		Heró
- 713/742		Eustorgi

La diòcesi fou administrada durant deu anys per un fill natural de Carles Martell, Remigi, que no fou pas bisbe de Langres.
- + vers 759		Vaudiri
- 759/772		Herulf, canonitzat.
- 772/778		Ariolf
- 778/790		Baldric
- 790/820		Beltó
- 820/838		Alberic, va celebrar concili provincial en presència de l'emperador Lluís el Pietós, fill de Carlemany.
- 838/856		Tibald I
- 859/880		Isaac
- 880/891		Giló de Tournus, nomenat per Bosó de Provença
- 891/899		Tibald II
- 899/901		Argrí (va abdicar)
- 909/922		Garnier I
- 922/931		Gosselí o Josselí
- 932 Leteric, menys d'un any.
- 932/948		Heric
- 948/969		Acard
- 969/980		Vidric
- 980/1015		Brunó de Roucy
- 1016/1031		Lambert
- 1031 Ricard, menys d'un any.
- 1031/1049		Hug I de Breteuil
- 1050/1065		Harduí
- 1065/1085		Rainard de Bar
- 1085/1110		Robert de Borgonya, fill d'Enric de Borgonya.
- 1113/1125		Joceran de Brancion, va dimitir.
- 1126/1136		Guillenc
- 1136/1138		Guillem I de Sabran
- 1138/1163		Jofré de la Rochetaillée
- 1163/1179		Gautier de Borgonya (abans bisbe de Besançon), oncle del duc Hug III de Borgonya, que el va nomenar comte de Langres.
- 1179/1193		Manassès de Bar
- 1193/1199		Garnier II de Rochefort, abans abat d'Auberive i de Clairvaux.
- 1200-1205 : Hutin de Vandeuvre († 1205)
- 1205-1210 : Robert de Châtillon († 1210)
- 1210-1220 : Guillem de Joinville († 1226), després arquebisbe de Reims
- 1220-1236 : Hug de Montréal († 1236)
- 1236-1242 : Robert de Thourotte († 1246), després príncep-bisbe de Lieja
- 1242-1250 : Hug de Rochecorbon († 1250)
- 1250-1266 : Guiu de Rochefort († 1266)
- 1266-1291 : Guiu de Ginebra († 1291)
- 1294-1305 : Joan de Rochefort († 1305)
- 1305-1306 : Bertran de Goth († 1313), oncle del papa Climent V, abans bisbe d'Agen, i després altre cop bisbe d'Agen el 1306.
- 1306-1318 : Guillem de Durfort de Duras († 1330), després arquebisbe de Rouen.
- 1318-1324 : Lluís de Poitiers († 1327), bisbe de Viviers, el 1324 esdevingué príncep-bisbe de Metz.
- 1324-1329 : Pere de Rochefort († 1329)
- 1329-1335 : Joan de Chalon († 1335)
- 1335-1338 : Guiu Baudet († 1338)
- 1338-1342 : Joan des Prez († 1349), després bisbe de Tournai.
- 1342-1344 : Joan d'Arcy († 1344), abans bisbe de Mende, després bisbe d'Autun.
- 1344-1345 : Hug de Pomarc († 1345)
- 1345-1374 : Guillem de Poitiers († 1374)
- 1374-1395 : Bernat de la Tour d'Auvergne († 1395)
- 1397-1413 : Lluís de Bar († 1430), abans bisbe de Poitiers, després bisbe de Châlons-en-Champagne, i tot seguit cardenal i després bisbe de Verdun.
- 1413-1433 : Carles de Poitiers († 1433), abans bisbe de Chalons
- 1433 : Joan Gobillon († vers 1435), no consagrat.
- 1433-1452 : Felip de Vienne († 1452)
- 1452-1453 : Joan d'Aussy († 1453)
- 1453-1481 : Guiu Bernard († 1481)
- 1481-1497 : Joan III d'Amboise († 1497), abans bisbe de Maillezais
- 1497-1512 : Joan V d'Amboise († 1512), nebot.
- 1512-1529 : Miquel Boudet († 1529)
- 1530-1562 : Claudi de Longwy († 1561), abans bisbe de Mâcon, després bisbe d'Amiens i cardenal.
- 1562-1565 : Lluís de Borbó, dit Helvis († 1565), fill il·légítim de Lluís de La Roche-sur-Yon, príncep de la Roche-sur-Yon.
- 1566-1568 : Pere de Gondi, cardenal, després bisbe de París
- 1569-1615 : Carles Pérusse des Cars (°1522 - †1614), abans bisbe de Poitiers
- 1615-1655 : Sebastià Zamet (°1587 - †1655)
- 1655-1670 : Lluís Barbier de La Rivière († 1670)
- 1671-1695 : Lluís Armand de Simiane de Gordes (°1627 - †1695)
- 1696-1724 : Francesc Lluís de Clermont-Tonnerre (°1658 - †1724)
- 1724-1733 : Pere de Pardaillan de Gondrin (°1692 - †1733)
- 1741-1770 : Gilbert Gaspar de Montmorin de Saint-Hérem (°1691 - †1770), abans bisbe titular de Sidó i bisbe d'Aire-sur-l'Adour,
- 1770/1802 : Cèsar Guilleme de La Luzerne. Va refusar la constitució civil del clergat i va dimitir el 1802 quan el bisbat fou suprimit. Fou nomenat cardenal per la seva actitud coratjosa.
- 1791/1802 :		Hubert Wandilincourt, bisbe constitucional no reconegut per l'Església

Supressió del bisbat durant 21 anys
- 1823/1832 :		Gilbert-Paul Aragones d'Orcet
- 1833/1834 :		Jacques-Marie-Adrien Césaire
- 1834/1851 :		Pierre-Louis Parisis
- 1851/1877 :		Jacques-Antoine Guérin
- 1877/1884 : Guillaume-Marie Frédéric Bouange
- 1884/1899 : Alphonse Martin Larue
- 1900/1911 : Sébastien Herscher
- 1911/1918 : Olivier-Marie de Durfort
- 1919/1924 : Théophile-Marie Louvard
- 1925/1929 : Jean-Baptiste Thomas
- 1929/1934 : Louis-Joseph Fillon
- 1935/1938 : Georges Choquet
- 1938/1939 : Firmin Lamy
- 1939/1964 : Louis Chiron
- 1964/1975 : Alfred-Joseph Atton
- 1975/1981 : Lucien Daloz
- 1981/2000 : Léon Taverdet
- després del 2000 : Philippe Gueneley